# Giovanni Battista Borsieri de Kanilfeld
Giovanni Battista Borsieri de Kanilfeld ou Borserius de Kanifeld est un médecin italien. Né le 18 février 1725 à Civezzano, il est décédé le 21 décembre 1785 à Milan.

## Biographie
Après des études à Padoue, Bologne et Parme, il devient célèbre en éradiquant une épidémie de peste à Faenza (1745). Clément XIV lui offre le poste de professeur à Ferrare puis l'impératrice Marie-Thérèse à Pavie (1769) où il fonde une clinique (1772) et devient recteur de l'Université. En 1778, il est aussi nommé archiâtre de la cour de Milan.

## Œuvres
On lui doit plusieurs ouvrages dont le plus connu est : Institutiones medicinae practicae (1785-1789)